# Habenaria vanoverberghii
Habenaria vanoverberghii är en orkidéart som beskrevs av Oakes Ames. Habenaria vanoverberghii ingår i släktet Habenaria och familjen orkidéer. Inga underarter finns listade i Catalogue of Life.